# Никольские торговые ряды
Никольские (Иверские) торговые ряды — здание-достопримечательность в Москве. Охраняется как объект культурного наследия федерального значения. Располагается на Никольской улице, дом 5/1, строение 3, в Тверском районе, Центрального административного округа.

## История
В начале XVIII века на этом участке был построен один из корпусов Монетного двора. После закрытия Монетного двора здание было передано губернским присутственным местам, в том числе Управе благочиния (позднее подчинялось Министерству внутренних дел). В 1899 году Петербургское общество страхования приобрело в аренду это здание, чтобы построить здесь торговые ряды неподалёку от популярных Верхних торговых рядов. Первоначально проект разрабатывался архитектором общества А. А. Латковым, однако строительный комитет МВД его отклонил, и деятели общества обратились ко Льву Кекушеву. Проект Кекушева был утверждён.
Строительство началось весной 1899 года. Кекушев построил ряды вчерне и покрыл крышей, а достраивал здание (с апреля 1900 года) его помощник С. С. Шуцман. Строительство шло очень быстро, так как деятели общества, нарушая закон, пользовались счетами и ресурсами, предоставленными для перестройки гостиницы «Метрополь». Никольские ряды были закончены 11 ноября 1900 года.
После установления советской власти, в здание помещены учреждения административного характера, в частности, типография издательства «Прометей». На первом этаже размещалась сберегательная касса и пункт приёма.
В начале 1990-х годов в здании начало работу кафе. На данный момент здание, как и весь Монетный двор, принадлежит Историческому музею. Планируется их реставрация и размещение в них фондов бывшего Музея В. И. Ленина и фонда изобразительных материалов.

## Архитектура
Архитектор Лев Кекушев, его помощник С. Шуцман. Ряды выдержаны в стиле модерн. При строительстве пытались создать гармонию центрального купола Рядов и колокольни Законоспасского монастыря. Окна обрамлены дубом. Здание не сохраняло симметрию. Вход проходил через главную лестницу. У входа повиснут балкон, который один из всего здания. Вверх здания украшен львами. Причём, Лев Кекушев размещал подобных львов во всех своих работах.
Ряды состояли из довольно больших 8 магазинов. Во все из них был предусмотрен вход аркой с улицы Никольской. Магазины сделаны из капитальных стен, и подвалов, в которых находились склады. Помещения оборудованы переходами, в качестве галерей.
В советское время здание заняли административные учреждения, на первом этаже размещались сберегательная касса, пункт приема, в начале 1990-х гг. на первом этаже работало кафе.